# Тринідад і Тобаго на літніх Олімпійських іграх 2004
Тринідад і Тобаго брали участь у Літніх Олімпійських іграх 2004 року в Афінах (Греція) уп'ятнадцяте за свою історію і завоювали одну бронзову медаль. Збірну країни представляло 19 спортсменів, у тому числі 9 жінок.

## Бронза
- Плавання, чоловіки, 200 метрів — Джордж Бовелл.